# Sandra Shine
Sandra Shine (Budapest, 9 de septiembre de 1981) es una directora de cine para adultos, modelo y ex actriz pornográfica húngara. Comenzó su carrera como modelo a los 18 años de edad para una revista erótica húngara. Shine fue nombrada la Pet of the Month de febrero de 2001 y agosto de 2003 de la revista Penthouse.

## Biografía
Judit Diós nació en Budapest, Hungría. Tuvo una infancia habitual, vivió con su madre y con su hermano mayor. Sus padres se divorciaron cuando ella tenía 3 años de edad. En la escuela era una de las mejores estudiantes, y estuvo en un club de natación durante nueve años mientras cursaba la escuela, era amigable y fue muy popular entre sus compañeros de clase. Después de graduarse de la escuela secundaria tomó dos años adicionales para estudiar negocios.
Judit comenzó a trabajar de modelo a partir de los 16 años de edad durante dos años, realizando principalmente trabajos de pasarela y lencería. Cuando cumplió los 18 años sintió que el modelaje no era lo suficiente, así que aceptó una oferta de trabajo para realizar fotografías de desnudo artístico, y lentamente fue involucrándose más en ese negocio.

## Carrera profesional
Judit comenzó su carrera en la industria para adultos en 1999. Su primera sesión de fotografía erótica fue para una revista húngara de alta calidad para hombres, luego consiguió ser la Pet of the Month de febrero de 2001 de la revista Penthouse bajo el seudónimo de Judith Devine. Después se introdujo por completo en el cine para adultos bajo el alias de "Sandra" en honor a una antigua amiga de la escuela primara. En agosto de 2003, Shine fue presentada en la portada de la revista Penthouse, y fue Pet of the Month de agosto de 2003, destacándose en dos ocasiones como la Pet of the Month de la versión americana de la revista Penthouse.

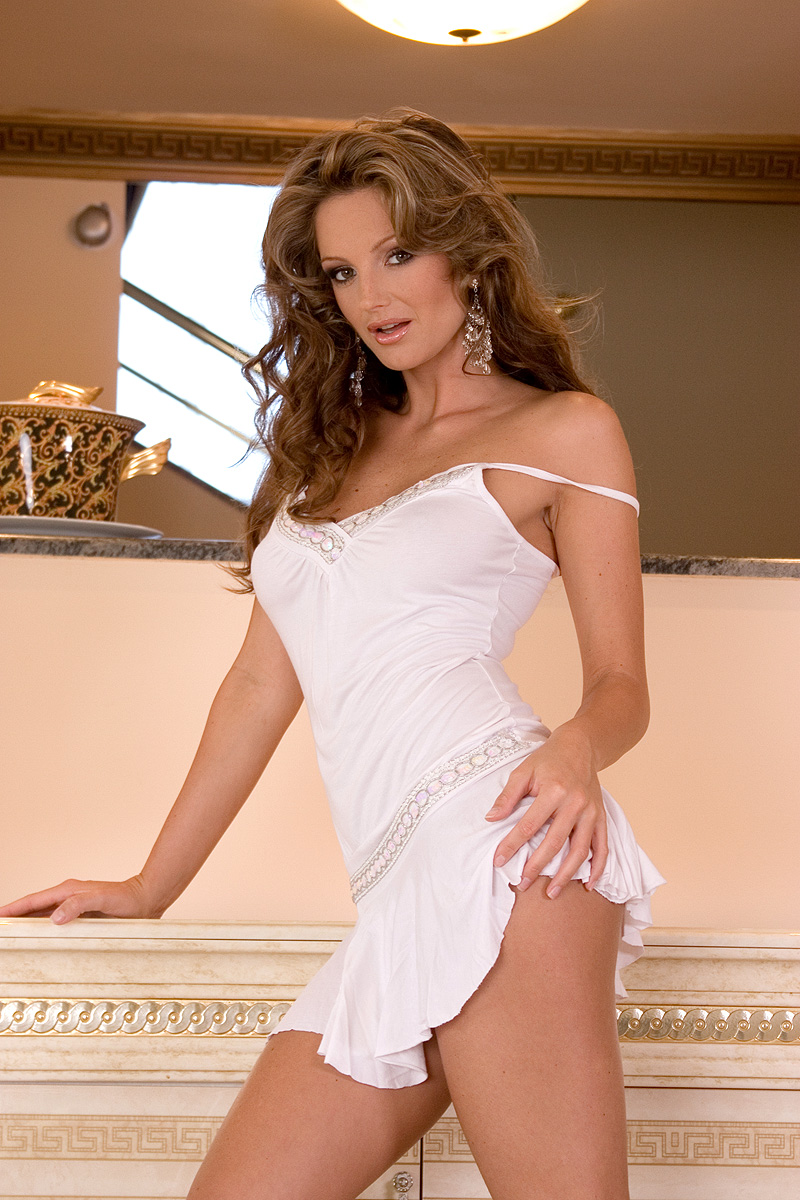
Sandra Shine

 Shine saltó al estrellato porno con las producciones de los estudios pornográficos DDF Productions y VivThomas. Sus trabajos heterosexuales fueron unos escasos videos hardcore filmados en los primeros años de su carrera. El primero de ellos fue en una de las escenas de la película titulada Interview with a Sex Maniac de Viv Thomas, grabado originalmente para la televisión en donde tiene sexo con su novio de aquel entonces, otro video titulado "Sandra Goes Wild!" de 21Sextury, en el que también puede verse junto a su novio teniendo sexo sin penetración, y una escena POV para el sitio web BubbleGirls en donde solo es acariciada.
Sandra obtuvo un papel secundario en la película de suspenso 8mm 2 (2005), en donde interpretó a una prostituta llamada Cilla. En la película también pueden apreciarse varias actrices porno de origen europeo. Shine también apareció en la serie de televisión Strike Back, en el episodio número 8 de la segunda temporada en 2011.
Durante su carrera en la pornografía realizó múltiples escenas y películas junto a distinguidas actrices porno europeas, especialmente de Hungría, como Dana V., Dorina, Eve Angel, Judy Nero, May, Peaches, Sandy, Sophie Moone, entre otras. La mayor parte de su filmografía fue producida por las compañías 21Sextury y VivThomas. Shine apareció en la portada de las revistas para adultos más conocidas, como Club International, Club Magazine, Genesis, Hustler, Leg World, Mayfair, Penthouse, Perfect 10, Playboy, entre otras. Shine se desempeñó como actriz porno durante 11 años aproximadamente, y actualmente dirige su propia agencia de modelos y su sitio web oficial. Además, también dirige y produce películas pornográficas para las compañías Girlfriends Films y VivThomas.

## Premios y nominaciones
| Año  | Premio             | Resultado | Categoría                                         | Trabajo                 |
| ---- | ------------------ | --------- | ------------------------------------------------- | ----------------------- |
| 2006 | Premios Viv Thomas | Ganadora  | Mejor escena lésbica                              | —                       |
| 2007 | Premios AVN        | Nominada  | Mejor escena de sexo en una producción extranjera | Sleeping With The Enemy |
| 2007 | Premios Viv Thomas | Nominada  | Nena del año                                      | —                       |
| 2010 | Miss FreeOnes      | Nominada  | Miss FreeOnes                                     | —                       |
| 2011 | Miss FreeOnes      | Nominada  | Mejor miembro oficial de Checked Star             | —                       |
| 2011 | Miss FreeOnes      | Nominada  | Mejor nena europea                                | —                       |
| 2011 | Miss FreeOnes      | Nominada  | Mejor sitio oficial                               | sandrashinelive.com     |
| 2011 | Miss FreeOnes      | Nominada  | Miss FreeOnes                                     | —                       |
| 2011 | Premios Galaxy     | Nominada  | Prenominados de Europa: Mejor diseño web          | sandrashinelive.com     |
| 2011 | Premios Galaxy     | Nominada  | Prenominados de Europa: Mejor sitio web personal  | sandrashinelive.com     |
| 2011 | Premios Viv Thomas | Ganadora  | Nena del año                                      | —                       |
| 2011 | Premios XBIZ       | Nominada  | Artista femenina extranjera del año               | —                       |
| 2012 | Miss FreeOnes      | Nominada  | Mejor nena europea                                | —                       |
| 2012 | Miss FreeOnes      | Nominada  | Miss FreeOnes                                     | —                       |
| 2012 | Premios Galaxy     | Nominada  | Prenominados de Europa: Mejor sitio web personal  | sandrashine.com         |
| 2012 | Premios XBIZ       | Nominada  | Artista femenina extranjera del año               | —                       |
| 2013 | Miss FreeOnes      | Nominada  | Mejor miembro oficial de Checked Star             | —                       |
| 2013 | Miss FreeOnes      | Nominada  | Mejor modelo para adultos                         | —                       |
| 2013 | Miss FreeOnes      | Nominada  | Mejor nena europea                                | —                       |
| 2013 | Miss FreeOnes      | Nominada  | Miss FreeOnes                                     | —                       |
| 2014 | Miss FreeOnes      | Nominada  | La más subestimada                                | —                       |
| 2014 | Miss FreeOnes      | Nominada  | Mejor MILF                                        | —                       |
| 2014 | Miss FreeOnes      | Nominada  | Mejor modelo para adultos                         | —                       |
| 2014 | Miss FreeOnes      | Nominada  | Miss FreeOnes                                     | —                       |

| Año  | Premio              | Resultado | Categoría                                    | Trabajo       |
| ---- | ------------------- | --------- | -------------------------------------------- | ------------- |
| 2018 | Premios AVN         | Nominada  | Mejor director – Extranjero sin largometraje | Androgynous   |
| 2018 | Premios XBIZ Europa | Nominada  | Director del año – Estudio                   | —             |
| 2019 | Premios XBIZ        | Nominada  | Director extranjero del año                  | —             |
| 2019 | Premios XBIZ Europa | Nominada  | Director del año                             | —             |
| 2020 | Premios XBIZ        | Nominada  | Director extranjero del año                  | —             |
| 2020 | Premios XBIZ Europa | Nominada  | Director del año                             | —             |
| 2021 | Premios AVN         | Nominada  | Mejor dirección – Contenido del sitio/red    | vivthomas.com |